# Rode Kruisgebouw

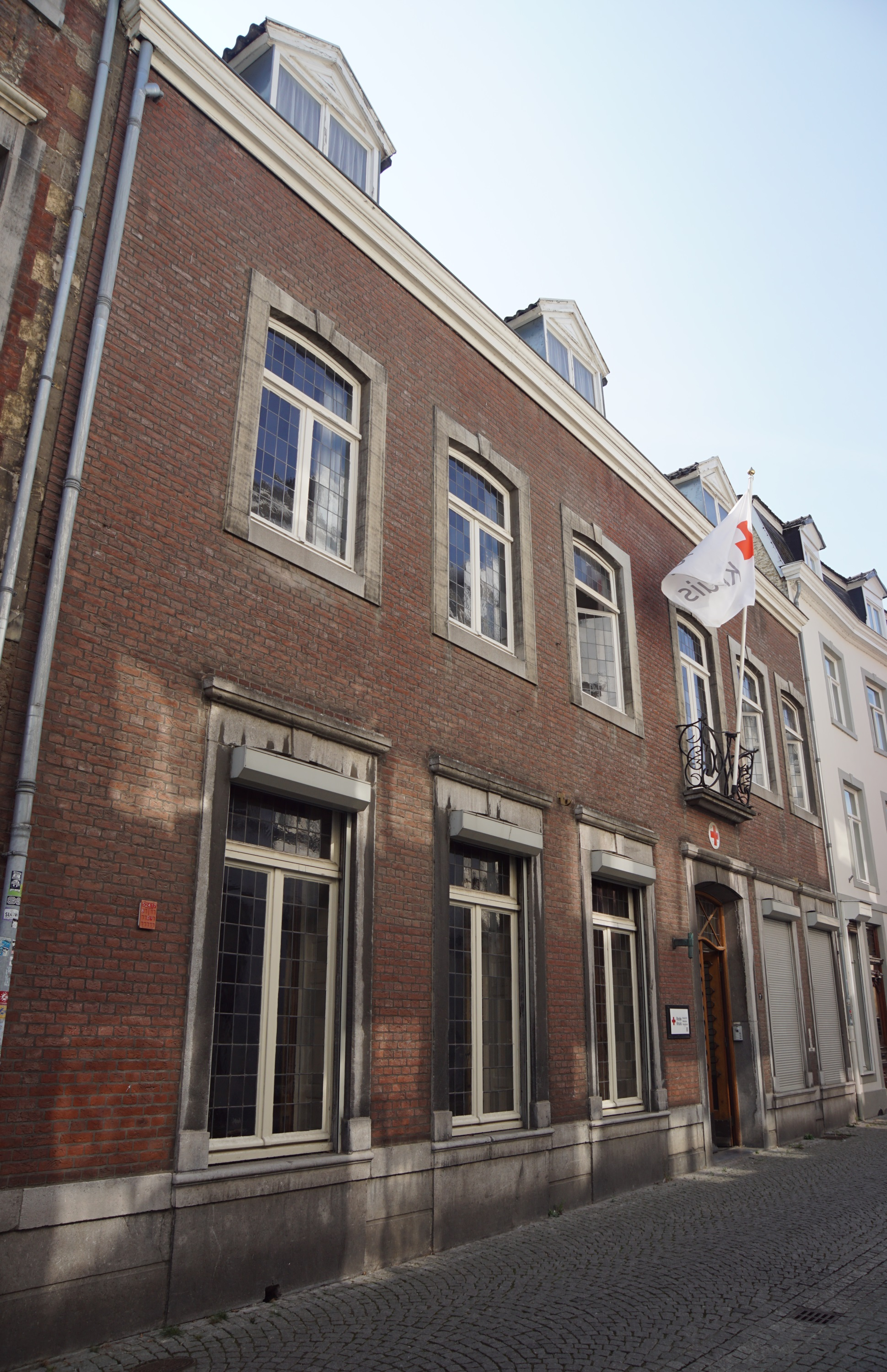
Het Rode Kruisgebouw aan de Cortenstraat.

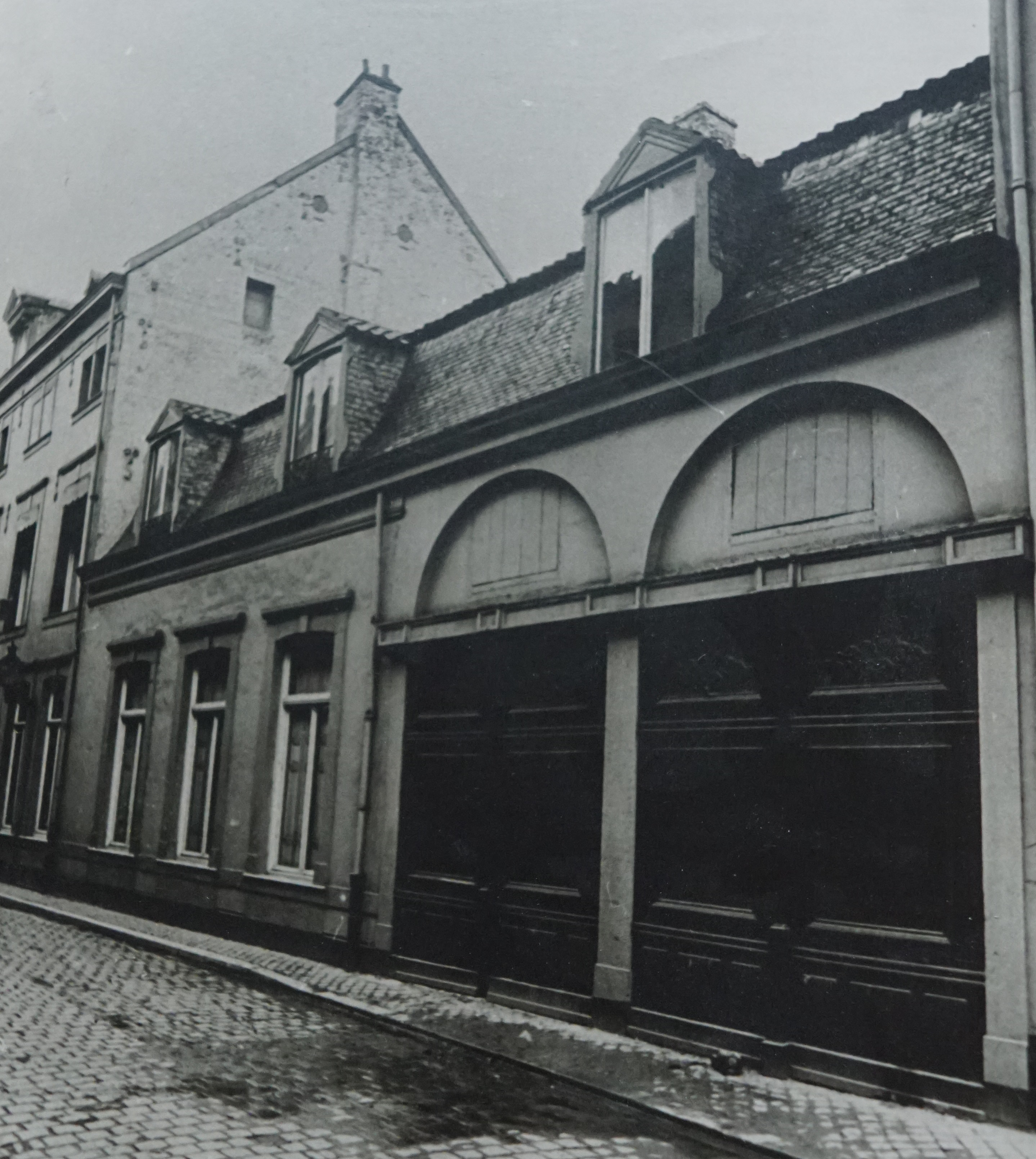
Het pand als koetshuis (situatie voor verbouwing van 1941).

Het Rode Kruisgebouw aan de Cortenstraat 7 in Maastricht is het hoofdkwartier van het Rode Kruis afdeling Maastricht, Meerssen en Mergelland. Het pand is sinds 1966 een rijksmonument.

## Geschiedenis
Op 5 augustus 1870 vond de eerste bijeenkomst plaats om een comité van het Rode Kruis op te richten voor Maastricht en omstreken. De eerste voorzitter van burgemeester Hendrik Raat en de na hem volgende burgemeesters werden ook op hun beurt voorzitter.
Het pand Cortenstraat 7 werd gebouwd in 1832 als koetshuis voor het ernaast gelegen pand Cortenstraat 5. Door bemiddeling van burgemeester en voorzitter Leopold van Oppen werd dit pand in 1941 verkocht aan het Rode Kruis. Het pand werd verbouwd om het groter te maken. Het ontwerp was van de hand van architect Alphons Boosten. Hierbij werd een extra verdieping gebouwd, waarbij het oorspronkelijke dak werd opgetild en op de nieuwe verdieping werd geplaatst. De binnendeuren naar nummer 5 werden dichtgemaakt, maar ogen intact.

## Bouw
Het pand heeft een brede lijstgevel met hardstenen segmentboogomramingen en is gebouwd volgens een L-vormige plattegrond. De gevel bestaat uit zes traveeën. Aan de voorzijde van het pand bevinden zich drie dakkapellen. Vóór 1942 was er sprake van drie ramen en twee koetspoorten.
Twee kamers op de begane grond aan de noordzijde waaronder de bestuurskamer hebben nog (delen van) het originele interieur in Lodewijk XVI-stijl. Er bevindt zich een buste van burgemeester Van Oppen. In het tuinhuis bevindt zich een régence-schoorsteenmantel.

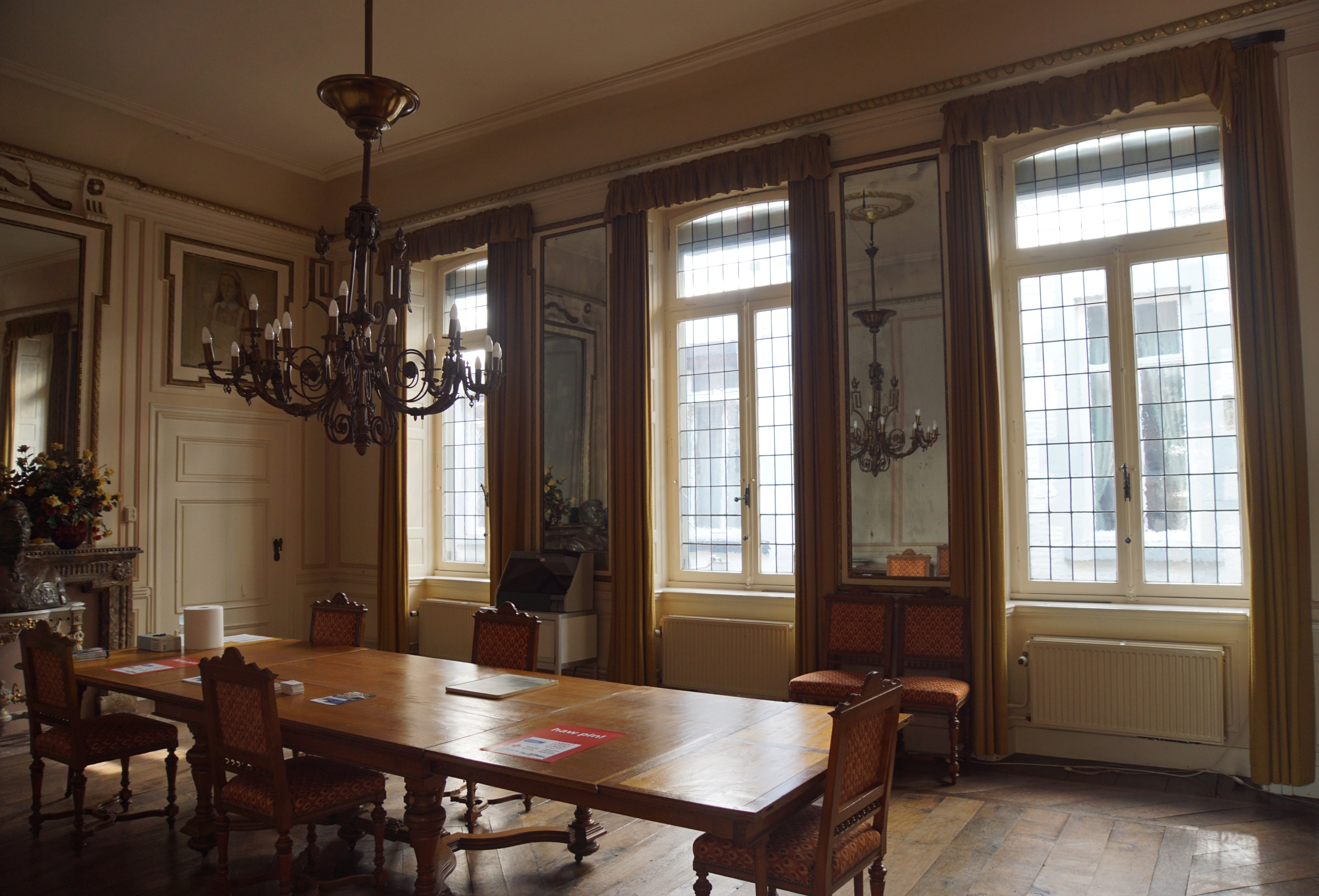
Bestuurskamer in Lodewijk XVI-stijl.
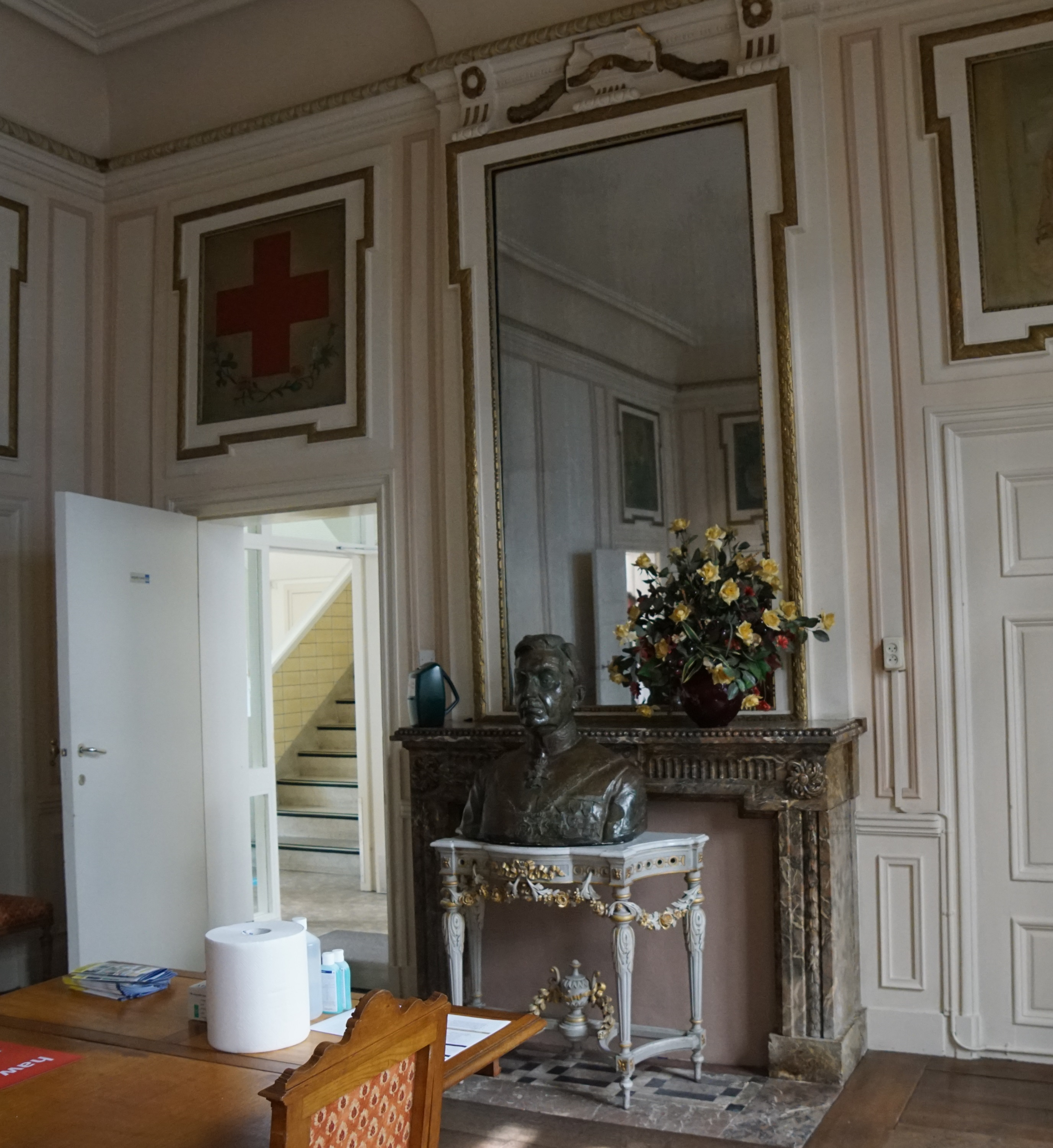
Schoorsteenmantel en buste van Van Oppen
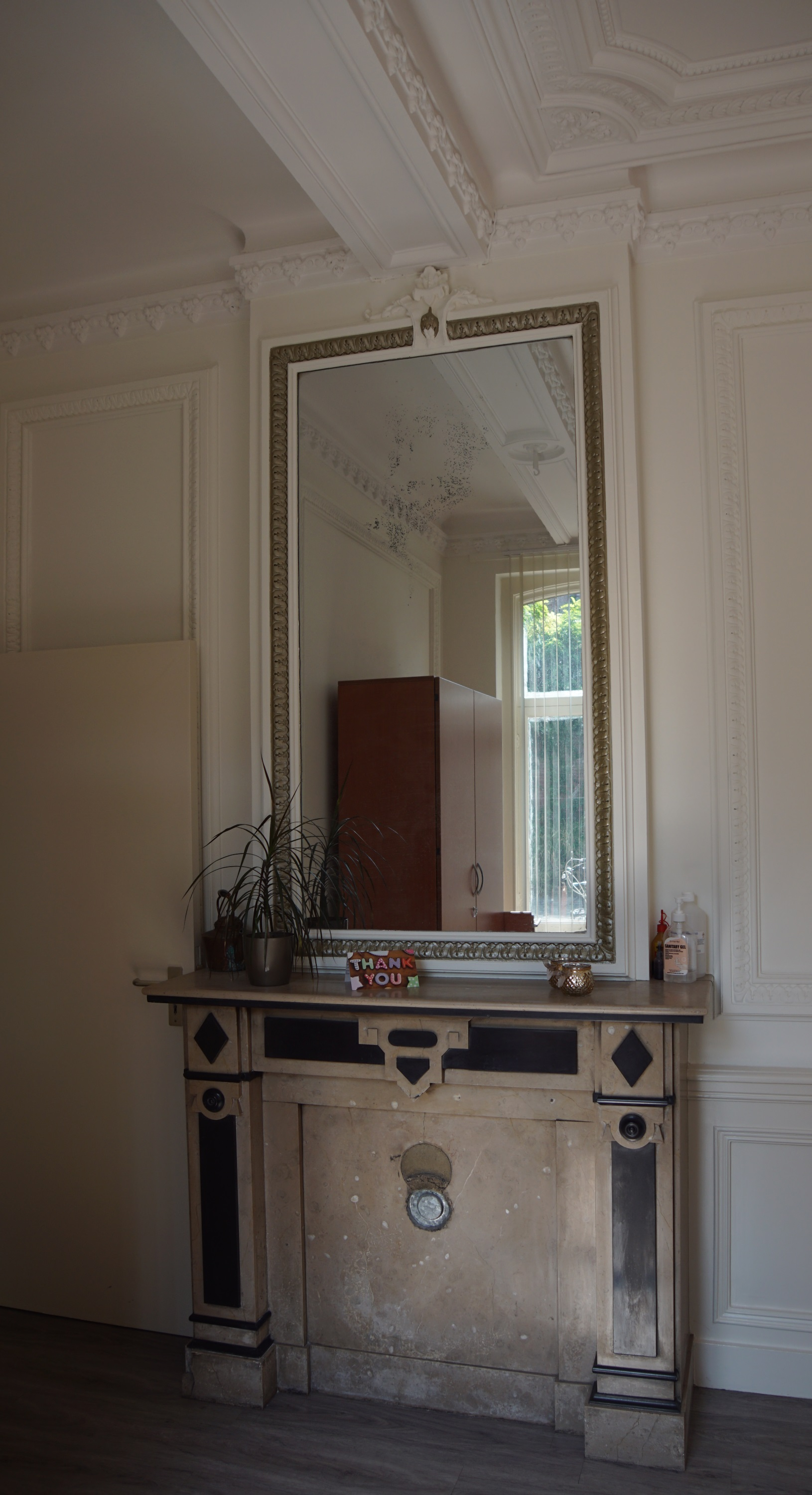
Schoorsteenmantel
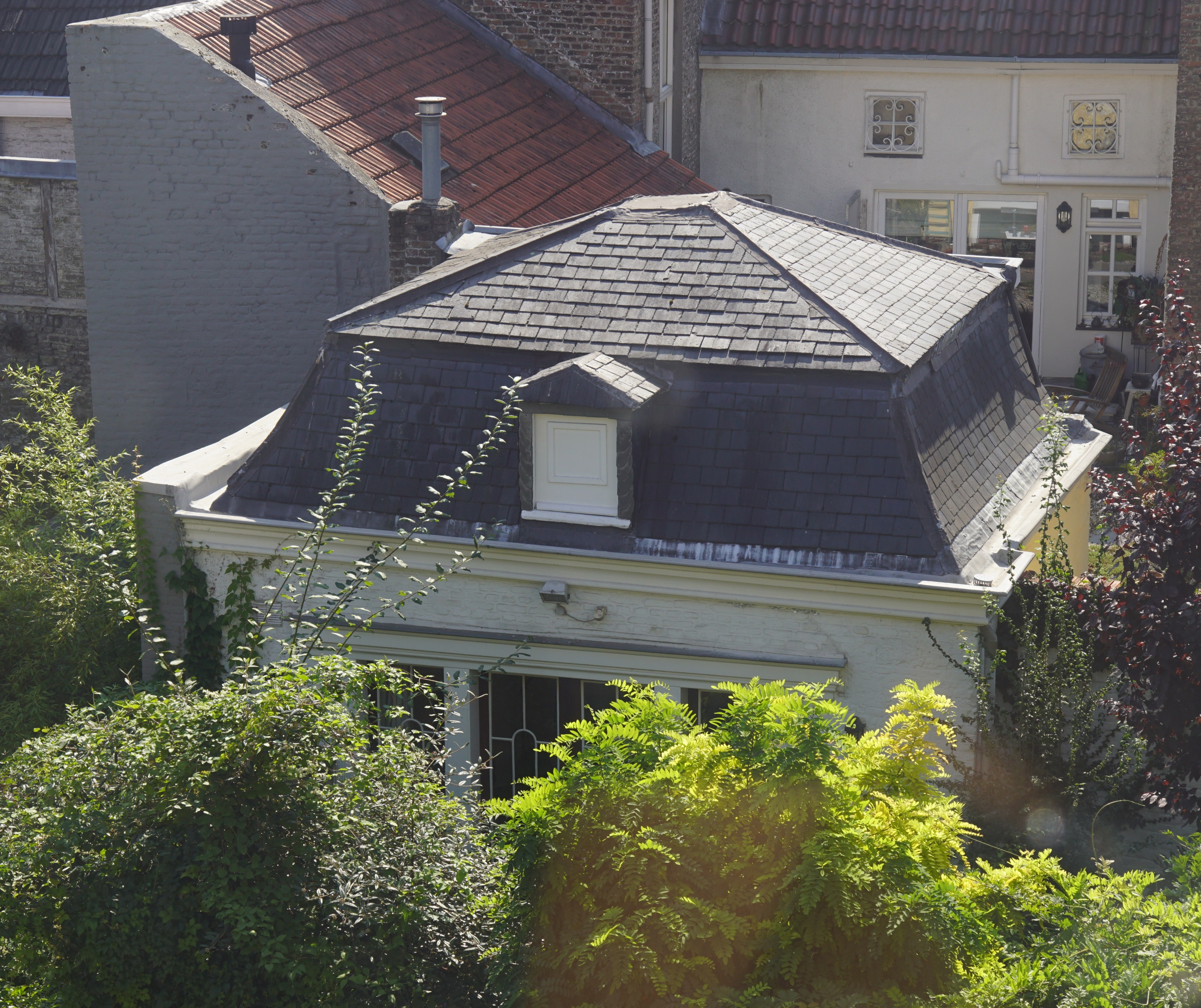
Tuinhuis

### Schilderingen
In het trappenhuis bevindt zich een muurschildering van de hand van Jef Schipper die op 14 mei 1942 onthuld werd. De schildering is een allegorische voorstelling van de hulp en opvang door het Rode Kruis van de bewoners uit de arbeiderswijk Blauwdorp die op 21 november 1941 getroffen was door een bom van een Engelse bommenwerper, waarbij 24 doden en 120 gewonden vielen. Erbij staan de teksten In de herberg was voor hen geen plaats LUC 2,3,  Wij werden liefdevol opgenomen 27 nov '41 en Aangeboden door de getroffenen 14 mei '42. De artiest heeft ook een aantal schilderingen aangebracht in de bestuurskamer van onder meer verpleegster Florence Nightingale, oprichter van het Rode Kruis Henri Dunant en brancarddragers.

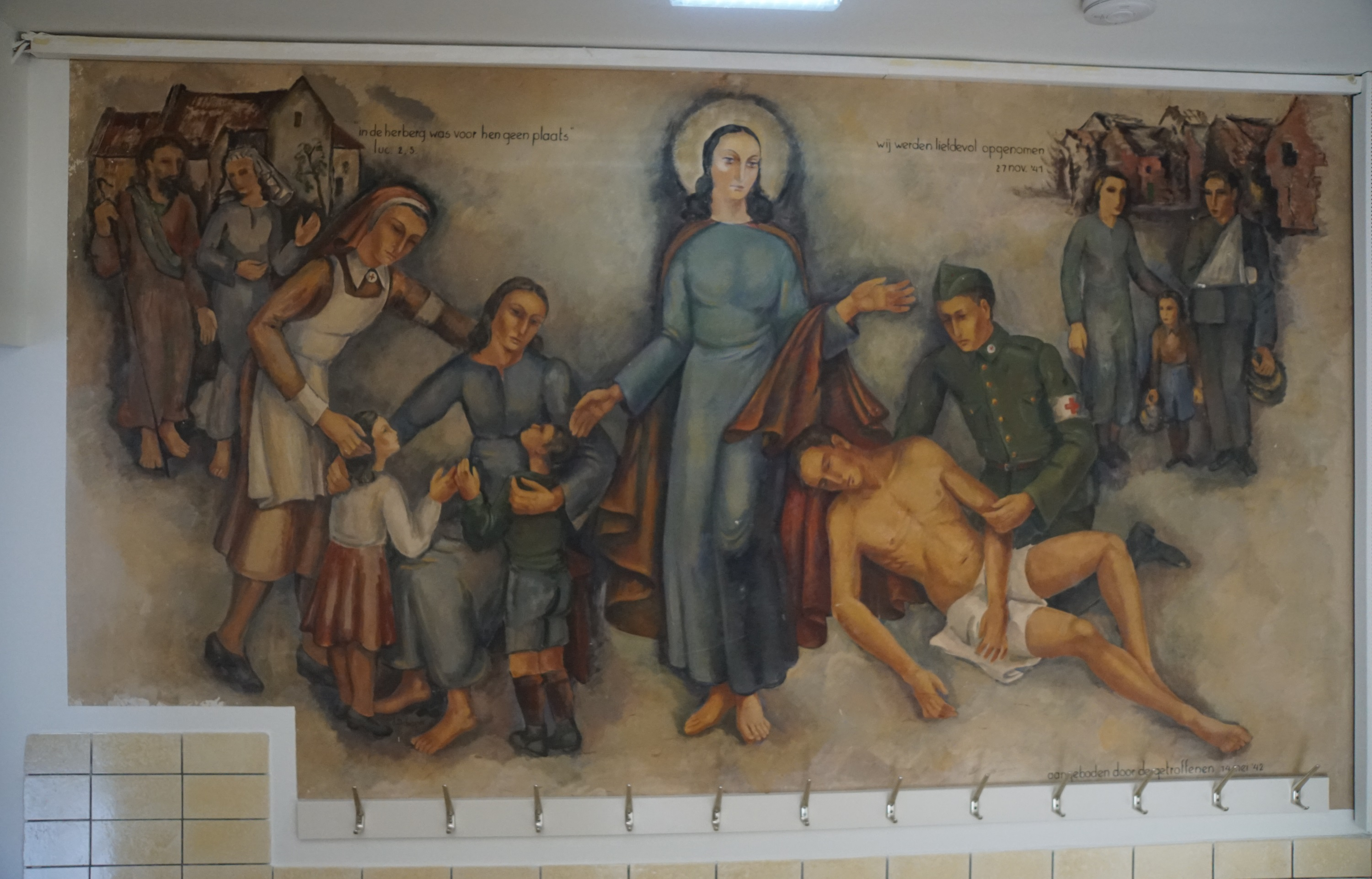
Allegorische schildering uit 1942 in het trapportaal.
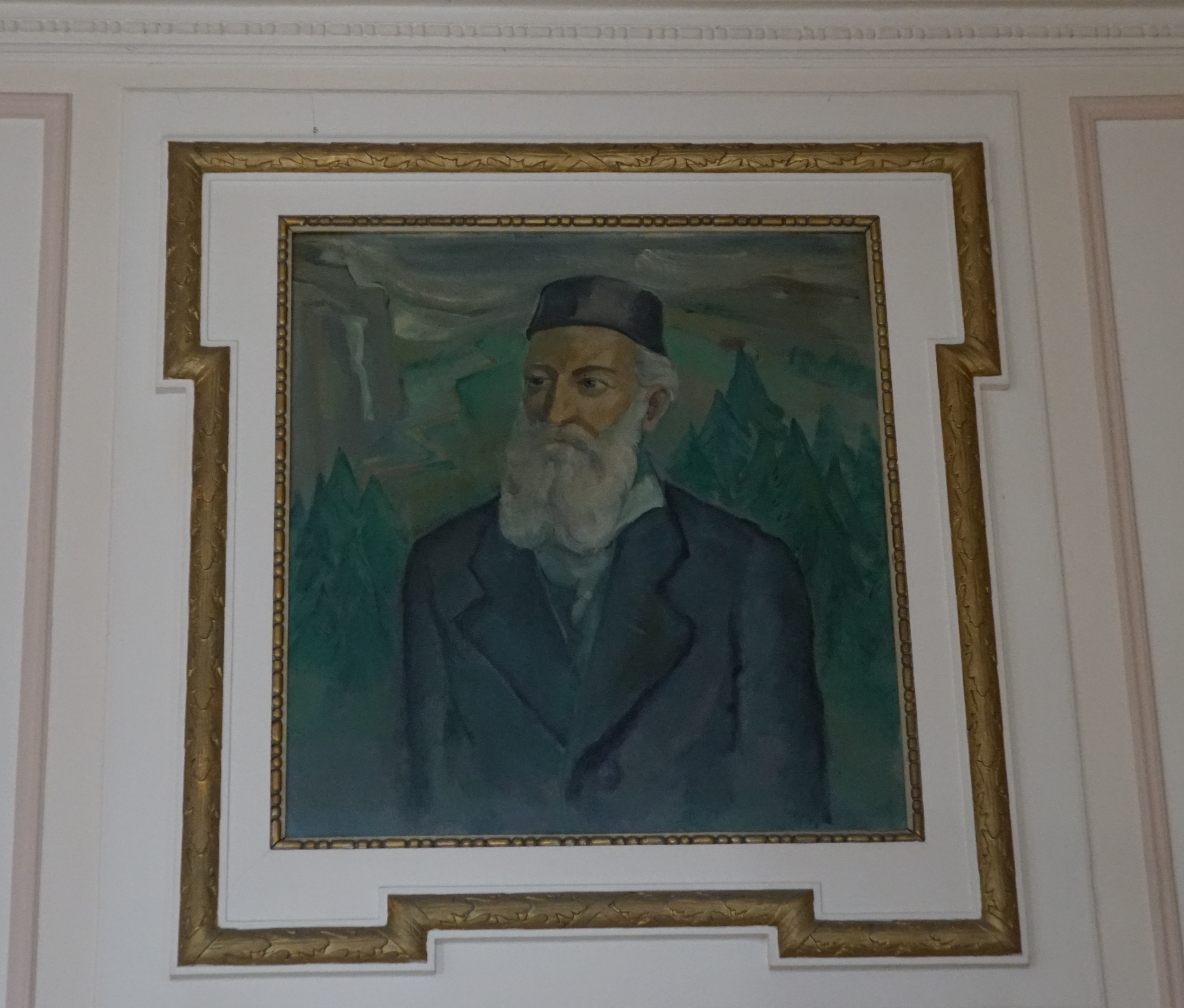
Een schildering voorstellende Henri Dunant.
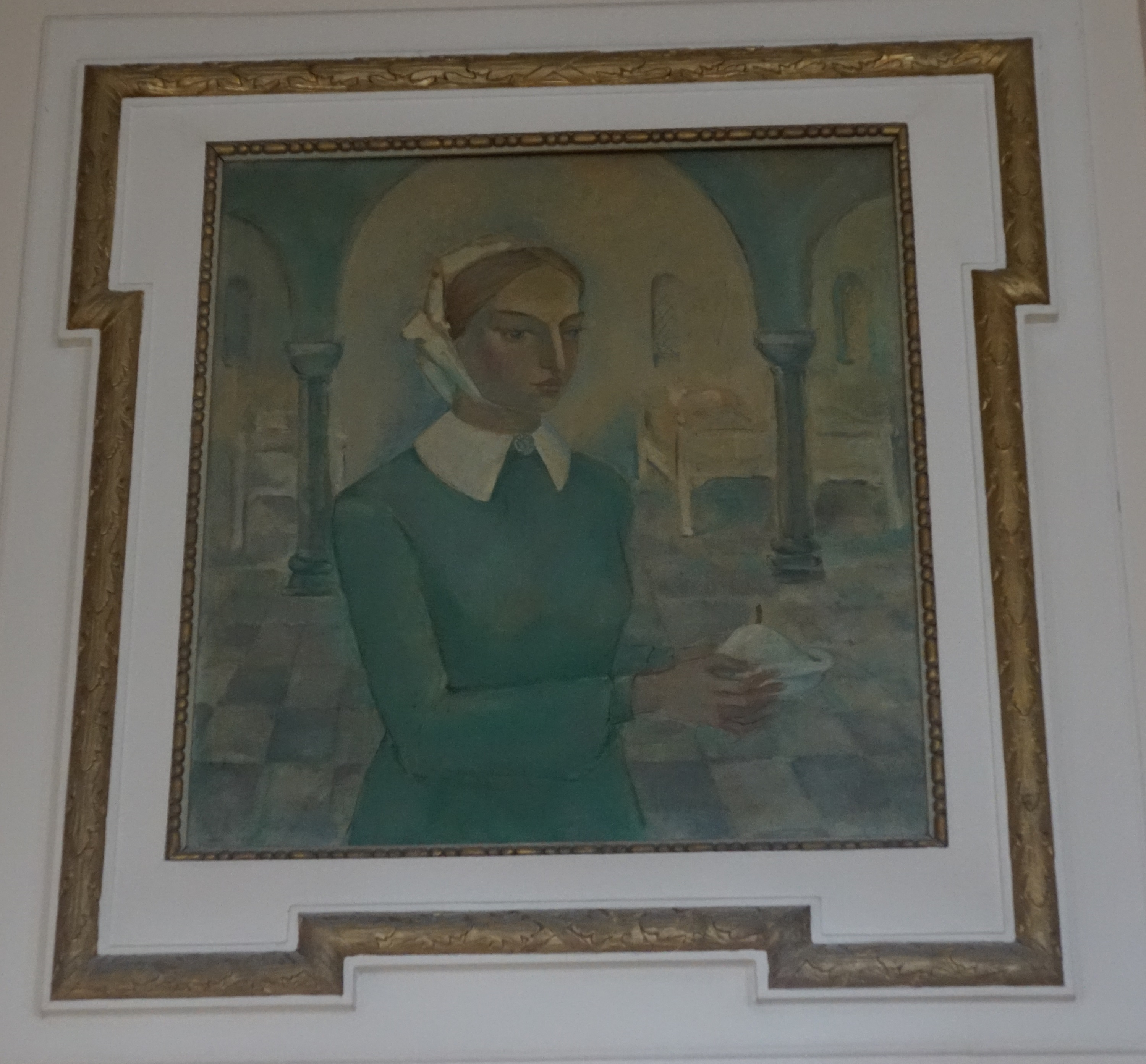
Een schildering voorstellende Florence Nightingale.

### Gedenkstenen
In de hal bevinden zich drie gedenkstenen. De teksten luiden:
Dit Roode-Kruis-gebouw
getuigende van de werkdadige toewijding van het
afdeelingsbestuur onder 30 jarig voorzitterschap
van Mr. L.B.J. van OPPEN
heden
13 dec 1941
ongeveer twee maanden na diens overlijden
dankbaar in gebruik genomen door
de Maastrichtsche transport en verpleegcolonne
in memoriam
J.A. BEX
ploegcomm. transportcolonne
v.h. Ned. Roode Kruis afd. Maastricht
ald. geb. 5 febr. 1894
hij sneuvelde
in toegewijden dienst ten bate der gewonden
te Werkendam
11 mei 1940
in memoriam
MIA PISTERS
helpster 1e klas van het
Ned. Roode Kruis, afd. Maastricht en o.,
geb. te Amby 4 oct. 1916
zy sneuvelde op 7 mei 1948 te Mangoendjaja by
Pangandaran (Java) by de uitoefening van haar
menschlievende taak.

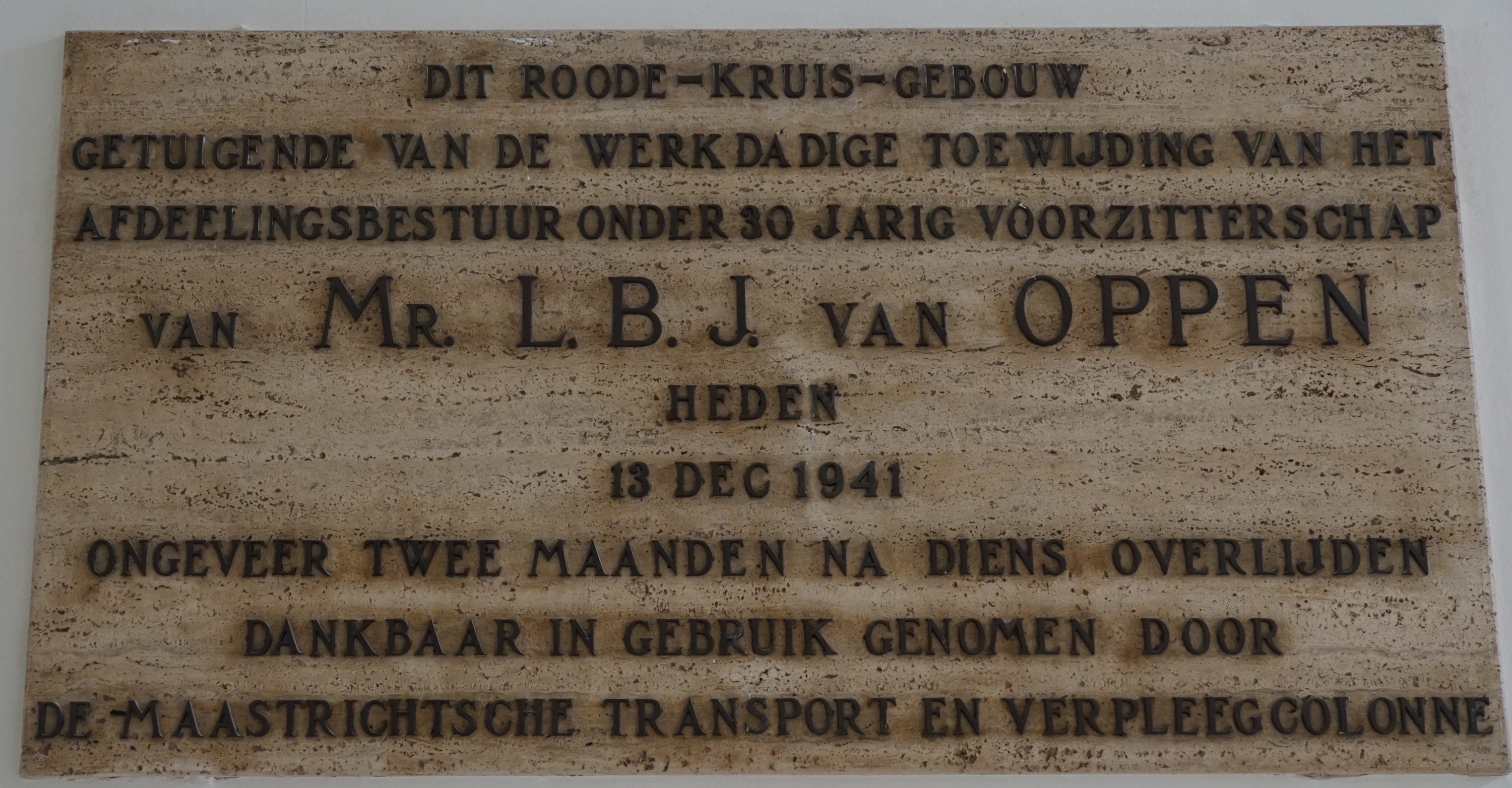
Gedenksteen opening in 1941
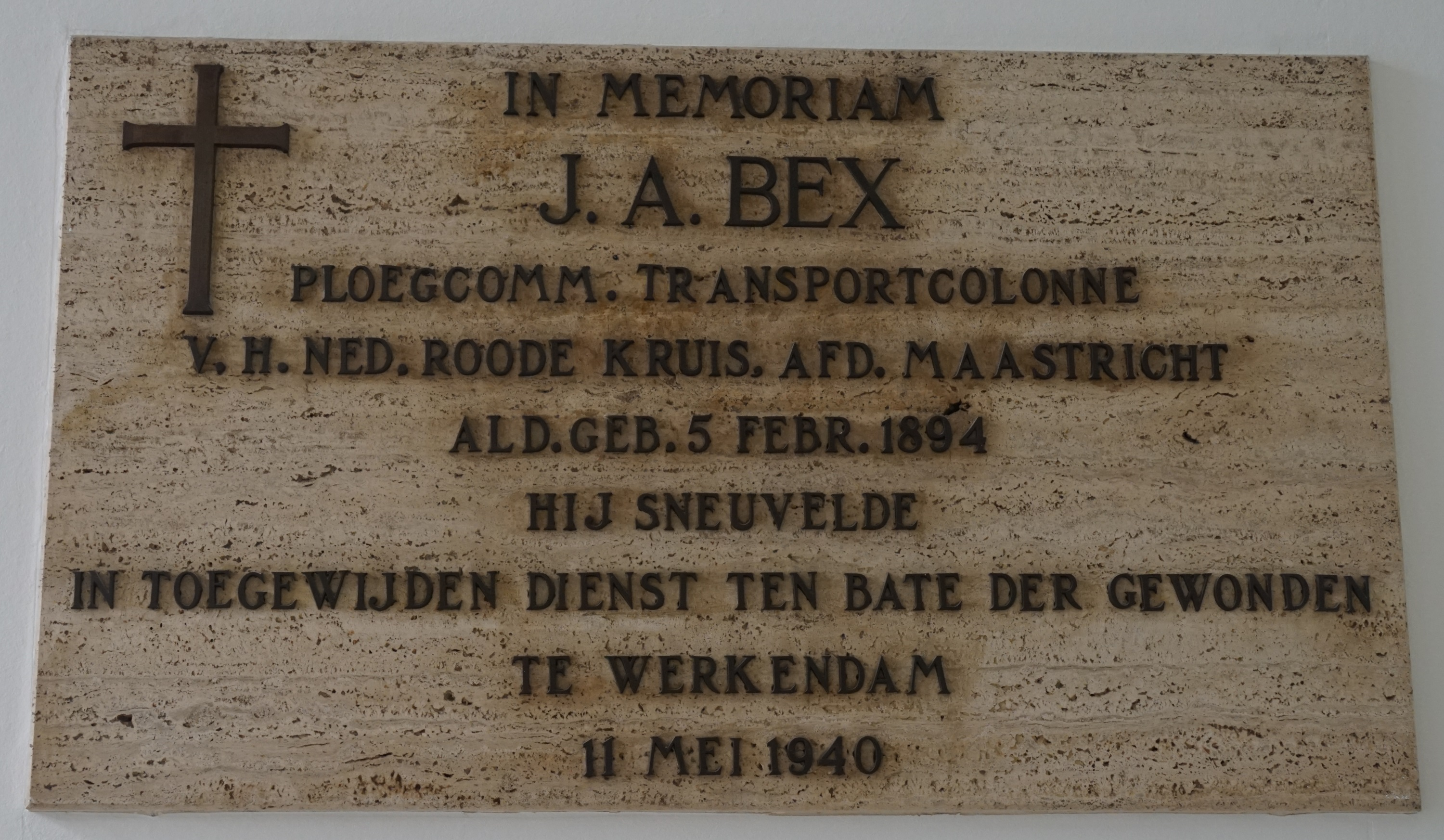
Gedenksteen J.A. Bex
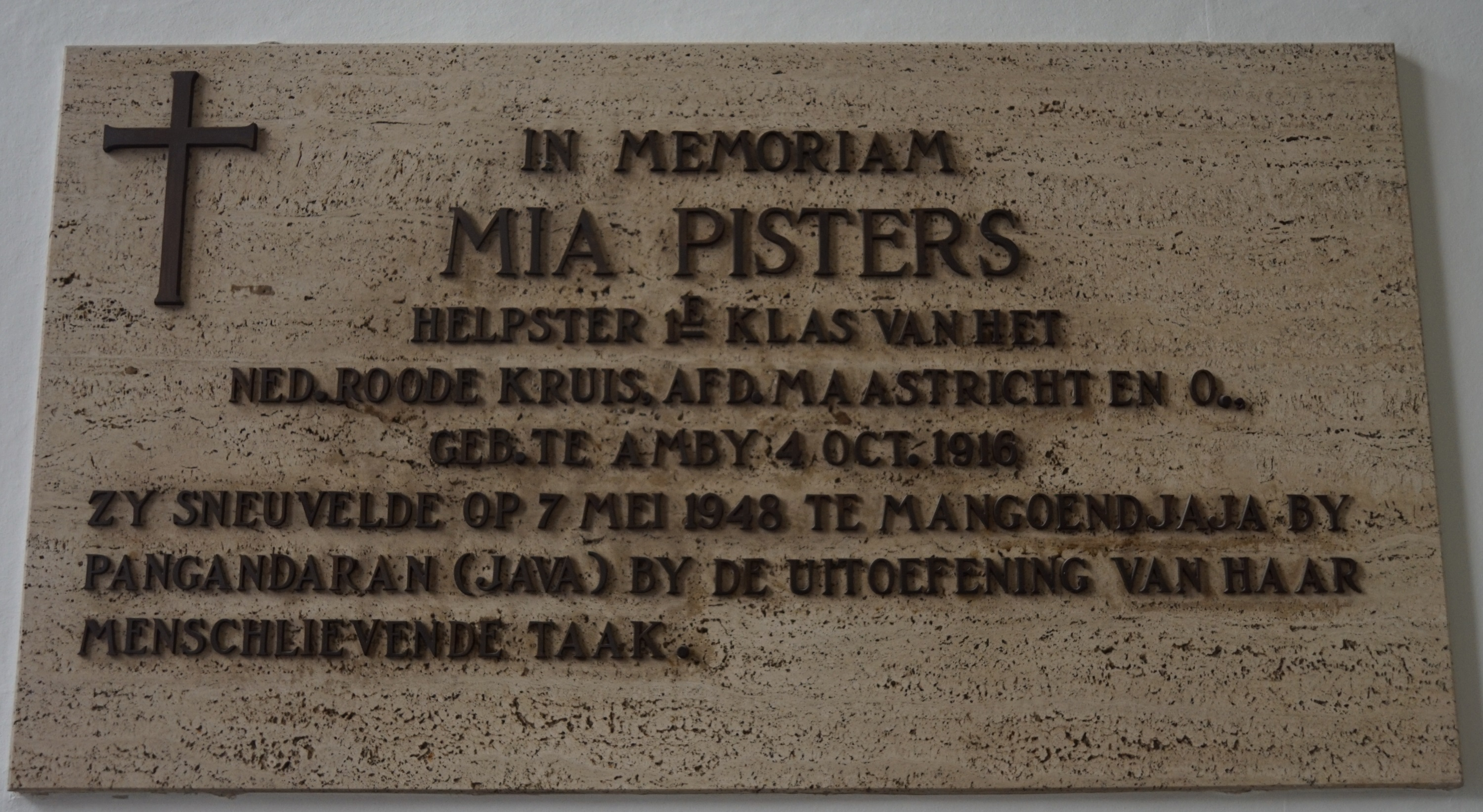
Gedenksteen Mia Pisters